# 17909 Nikhilshukla
17909 Nikhilshukla è un asteroide della fascia principale. Scoperto nel 1999, presenta un'orbita caratterizzata da un semiasse maggiore pari a 2,7616392 UA e da un'eccentricità di 0,1383609, inclinata di 8,58568° rispetto all'eclittica.